# Клонинг (теленовела, 2001)
Клонинг (на португалски: O Clone) е бразилска теленовела, продуцирана и излъчена от Rede Globo от 1 октомври 2001 г. до 15 юни 2002 г. Създадена от Глория Перес, режисирана от Тереса Лампрея и Марсело Травесо и под генералната режисура на Жайме Монжардим, Марио Марсио Бандара и Маркос Шехтман, теленовелата е успешно продадена и излъчена в над 90 държави по целия свят.
В главните роли са Джована Антонели и Мурило Бенисио, а в отрицателните – Далтон Виг, Кристиана Оливейра и Даниела Ескобар. Специално участие вземат Летисия Сабатела, Дебора Фалабела, Марсело Новаеш, Тиаго Фрагосо и първите актьори Жука ди Оливейра, Вера Фишер, Жандира Мартини, Стенио Гарсия и Режиналдо Фария.

## Сюжет
Историята започва през 1983 г. Жади е млада бразилка от арабски произход, която трябва да отиде да живее при семейството на баща си в Мароко, защото родителите ѝ са починали. Лукас е млад романтик, близнак на Диего, които са синове на влиятелния бизнесмен Леонидас Фераз. Когато Лукас и семейството му са на почивка в Мароко, той случайно среща Жади, докато тя показва на домашните си прислужници арабския танц, който е научила преди смъртта на майка си. След разменени погледи между двамата се събужда любовта, която отприщва историята. Културните различия на единия и на другия обаче не им позволяват да бъдат заедно, затова откриват начин да се срещат тайно. Историята се фокусира върху проблемите на клонирането, наркотиците и междукултурните конфликти.
Жади е принудена да се сгоди за Саид, млад бразилски мароканец, който започва като проспериращ търговец на платове. На свой ред, когато Лукас пристига в Рио де Жанейро, той получава ужасната новина за смъртта на своя брат близнак Диого, което го поставя в трудна семейна ситуация, тъй като баща му го вижда като единствен наследник и решава да го превърне в твърд бизнесмен като себе си, като по този начин се бори с романтичната личност, която винаги го е отличавала от неговия близнак. След поредица от опити да останат заедно, Жади и Лукас не постигат целта си, така че тя най-накрая се омъжва против волята си за Саид в Мароко, започвайки живот, изпълнен с горчивина, мотивирана от истинските си чувства на любов към Лукас. От своя страна, Лукас, виждайки, че е загубил любовта на живота си, се опитва да избяга от тъгата на това събитие, живеейки живота, който баща му предлага, и се жени за Майза, бившата приятелка на брат му Диого, въпреки че не е влюбен в нея.
Докато всичко това се случва, Аугусто Албиери, съученик генетик на Леонидас Фераз, кръстник на покойния Диого Фераз и приятел на чичото на Жади, Али, търси начин да приложи знанията си за клонирането, които е експериментирал върху телета, но не и върху хора. След като Диого загива при фатален инцидент с хеликоптер, той изпитва нужда да иска да го върне към живота според начина си на мислене и възможността възниква, когато получава, чрез анализ, който извършва върху Лукас, клетки, които служат за осъществяване на мечтания експеримент. По тих начин използвайте и яйцеклетките на маникюристка на име Деуза, която иска да има дете. След толкова много неуспешни опити тя решава да използва изкуственото осеменяване като последна мярка, правейки клонинг на Лукас. Осеменяването обаче се случва случайно и Албиери пази тайната от страх да не бъде съден, като по този начин се формира в утробата на Деуза Лео, клонингът.
Историята има скок във времето, след което започва нов етап с повече герои и нови сюжети. Лукас и Майза имат 18-годишна дъщеря на име Мел, която има интровертен характер, но която е гордостта на родителите и дядо си заради наградите и добрите си оценки. Въпреки това, тя чувства вътрешно, че трябва да се наслаждава на живота като всяка тийнейджърка. Тя се влюбва в Шанди, скромен бивш борец, който работи като неин бодигард. Веднъж тя решава да разгласи връзката си с Шанди, но майка ѝ Майза е напълно против, посвещавайки се на разрушаването на връзката им, като вярва, че той е с дъщеря ѝ само заради парите на семейството. Мел осъзнава, че никога не може да бъде щастлива с Шанди поради противопоставянето на майка си и се опитва да облекчи мъката си чрез алкохол, а след това и с наркотици, като в крайна сметка се превръща в наркозависима, което е основен проблем за нея.
Лео, клонингът на Лукас, също израства, но далеч от своя генетичен създател Албиери, защото майка му Деуза решава да го заведе от Рио де Жанейро в Белем до Пара, защото ученият, който също е негов кръстник, се намесва твърде много във връзката между майката и детето, предлагайки на Лео живот, който Деуза не може да си позволи. Въпреки това, Лео винаги е искал да види отново Албиери, когото нарича свой баща.
Жади и Лукас се срещат отново след много години в дома на семейство Фераз, възобновявайки онази дълго дремеща страст между тях, която ги подтиква и да се опитат да бъдат отново заедно, въпреки че поредица от проблеми, препятствия и интриги ще направят това трудно постижима цел. Заради всичко това и като прищявка на съдбата и случайността, Майза среща Саид, чувствайки се привлечени един от друг, започват тайна връзка.
Всичко това се влошава, когато Лео се появява в живота на Жади по същия начин, по който се появява Лукас, което ще накара сюжета да поеме по неочаквани пътища поради реакциите на всеки от героите, близки до Лукас и Лео.
Последните епизоди показват как Жади се разхожда по улиците на Фес отчаяна без дъщеря си Хадиджа. Заради нея тя е изтърпяла унижение и живот с разбито сърце заради Саид. Същият, който ѝ отнема момичето и я остави да се оправя сама в Мароко. Тази страна е сцената на най-вълнуващите моменти от последния епизод. Лукас пътува до там, за да търси Жади след години на отлагане на събирането им.
Търсенето няма да е толкова просто, особено когато Лукас и неговият клонинг са в един и същи град и отчаяно търсят една и съща жена. Самата Жади вярва, че Аллах ѝ е изпратил любовта от младостта ѝ, за да възстанови живота си, без негодувание, причинено от изминаването на годините и предполагаемото изоставяне на Лукас. За бащата, могъщият Леонидас Фераз, появата на Лео означава връщането към живота на мъртвия му син, Диого.

## Актьорски състав
| Актьор/Актриса        | Персонаж                                |
| --------------------- | --------------------------------------- |
| Мурило Бенисио        | Лукас Фераз                             |
| Мурило Бенисио        | Диого Фераз                             |
| Мурило Бенисио        | Леандро да Силва Фераз (Лео)            |
| Джована Антонели      | Жади Рашид                              |
| Жука де Оливейра      | Аугусто Албиери                         |
| Режиналдо Фария       | Леонидас Фераз                          |
| Вера Фишер            | Ивет Симас Фераз                        |
| Далтон Виг            | Саид Рашид                              |
| Даниела Ескобар       | Маиза Фераз                             |
| Адриана Леса          | Деуза да Силва                          |
| Дебора Фалабела       | Мелиса Фераз (Мел)                      |
| Летисия Сабатела      | Латифа Ел Адиб Рашид                    |
| Антонио Калони        | Мохамед Рашид                           |
| Елиан Жардини         | Назира Рашид                            |
| Стенио Гарсия         | Али Ел Адиб                             |
| Нивея Мария           | Една Албиери                            |
| Жандира Мартини       | Зорайде                                 |
| Неуза Боргес          | Далва                                   |
| Марсело Новаеш        | Алешандре "Шанди" Кордейро              |
| Соланже Куото         | Дона Жура Кордейро                      |
| Кристиана Оливейра    | Алисе Мария Ферейра дас Невес (Алисиня) |
| Сиса Гимараеш         | Кларис                                  |
| Маркос Фрота          | Ескобар                                 |
| Осмар Прадо           | Лобато                                  |
| Виктор Фазано         | Отавио Влверде (Тавиню)                 |
| Бет Гуларт            | Лидиан Валверде                         |
| Лусиано Шафир         | Зейн                                    |
| Нивея Стелман         | Рания Рашид                             |
| Тияго Фрагозо         | Фернандо (Нандо)                        |
| Стефани Брито         | Самира Рашид                            |
| Таис Ферсоза          | Телма Валверде (Телминя)                |
| Сержио Мароне         | Маурисио Валверде (Сесеу)               |
| Мара Манзан           | Одет Сантос                             |
| Жулиана Паеш          | Карла Сантос                            |
| Раул Газола           | Миро                                    |
| Елизанджела           | Ноемия                                  |
| Вивиан Викторете      | Режина да Коста (Режининя)              |
| Роберто Бонфим        | Едвалдо                                 |
| Карла Диаз            | Хадиджа Рашид                           |
| Пери Салес            | Мустафа Рашид                           |
| Себастияо Васконселос | Абдул Рашид                             |
| Тияго Оливейра        | Амин Рашид                              |
| Каролина Масиейра     | Сумая Рашид                             |
| Рут де Соуса          | Дона Мосиня да Силва                    |
| Тотия Мейлерез        | Лауринда Албукерке                      |
| Гилерме Каран         | Рапозао                                 |
| Ери Джонсън           | Лижейро                                 |
| Франсоайс Фортон      | Симон                                   |
| Мириан Риос           | Анита                                   |
| Мурило Гроси          | Жулио                                   |
| Талма де Фрейтаис     | Карол                                   |
| Франсишко Куоко       | Отец Матиоли                            |
| Леа Гарсия            | Лула да Силва                           |
| Мария Жоао Бастос     | Амалия                                  |
| Жайме Периард         | Рожер                                   |
| Силвио Гиндане        | Базилио                                 |
| Кристиана Калаче      | Аниня                                   |
| Ингра Либерато        | Амина                                   |
| Антонио Питанга       | Тияо                                    |
| Марсело Броу          | Питоко                                  |
| Андреса Коетз         | Сониня                                  |
| Паула Перейра         | Креуза                                  |
| Мария Клара Герос     | Граса                                   |
| Франсели Фредески     | Бета                                    |
| Мишел Франко          | Мишел                                   |
| Милена Паула          | Милена                                  |
| Едуардо Мартини       | Котия                                   |
| Юри Хавиер            | Зе Роберто                              |
| Едуардо Канута        | Газолина                                |
| Норис Барт            | Тете                                    |
| Луя Обакер            | Дуда                                    |
| Ейми Убакер           | Ейми                                    |

## Теми
• Клониране
Негативни чувства и действия
• Алкохолизъм
• Наркомания
• Вигорексия
Култура
• Мароко
• Бразилия
Религия
• Ислям
• Католицизъм

## Версии
- Клонинг, испаноезична теленовела от 2010 г., продуцирана от Ар Те И Телевисион, Телемундо и Реде Глобо, с участието на Сандра Ечеверия и Маурисио Очман.

## В България
В България теленовелата е излъчена през 2004-2005 г. по Нова телевизия. Последният 250 епизод е излъчен на 2 февруари 2005. По-късно е повторен отново по Нова телевизия. Дублажът е на Арс Диджитал Студио, чието име не се споменава. Ролите се озвучават от артистите Силвия Лулчева, Елена Русалиева, Венета Зюмбюлева, Силвия Русинова, Николай Николов, Борис Чернев и Васил Бинев. Силвия Русинова и Елена Русалиева в по-късните епизоди са сменени от Антония Драгова и Йорданка Илова. Преводачи са Райка Костакиева, Румяна Джамбазова и Илка Филипова-Бечева.
На 23 април 2014 г. започва повторно излъчване по Диема Фемили от 18:00 часа. Приключва на 6 април 2015 г. На 14 февруари 2016 г. започва ново повторение от 5:45.  Дублажът е записан наново. Ролите се озвучават от артистите Христина Ибришимова, Елисавета Господинова, Петя Миладинова, Силви Стоицов, Васил Бинев и Светозар Кокаланов. Преводачи са Румяна Джамбазова и Илка Филипова-Бечева, режисьор на дублажа е Димитър Кръстев.